# Bairro Alto
Bairro Alto (övre kvarteren) är en historisk stadsdel i centrala Lissabon i Portugal. Den är mest känd för sina kullerstensgator från 1500-talet med många restauranger och barer, och för sitt pulserande nattliv med nattklubbar och fadorestauranger (casas de fado) där man kan lyssna på den portugisiska folkmusikstilen fado.

## Att komma till Bairro Alto från Baixa Pombalina
Bairro Alto är ett kuperat område. Det går att ta sig hit från Lissabons centrum till fots, men det finns också andra möjligheter. Ett av dem är Ascensor da Glória vid Praça dos Restauradores, en bergbana som byggdes i slutet av 1800-talet och som elektrifierades i början av 1900-talet. Högst upp där bergbanan slutar finns en utsiktspark, Miradouro de São Pedro de Alcântara, med utsikt över borgen Castelo de São Jorge.
Ett annat sätt är att ta hissen Elevador de Santa Justa från Baixa Pombalina, en 30 meter hög hiss som är en vertikal variant av Lissabons bergbanor. Denna hiss stod färdig 1901 och drevs från början med ånga.

## Kyrkor
Två kyrkor finns i Bairro Alto. Rakt nedanför utsiktsparken finns Igreja de São Roque, vars 1500-talsfasad förstördes vid jordbävningen i Lissabon 1755. Den ersattes efter jordbävningen av en ny fasad. Inuti kyrkan finns de vackrast dekorerade kapellen i Lissabon.
Längre ner ligger Igreja do Carmo (Karmeliterkyrkan), som byggdes på 1300-talet. Kyrkan var en gång en av de största i Lissabon. Under jordbävningen 1755 började pelarna svaja och taket rasade in.

## Geografi

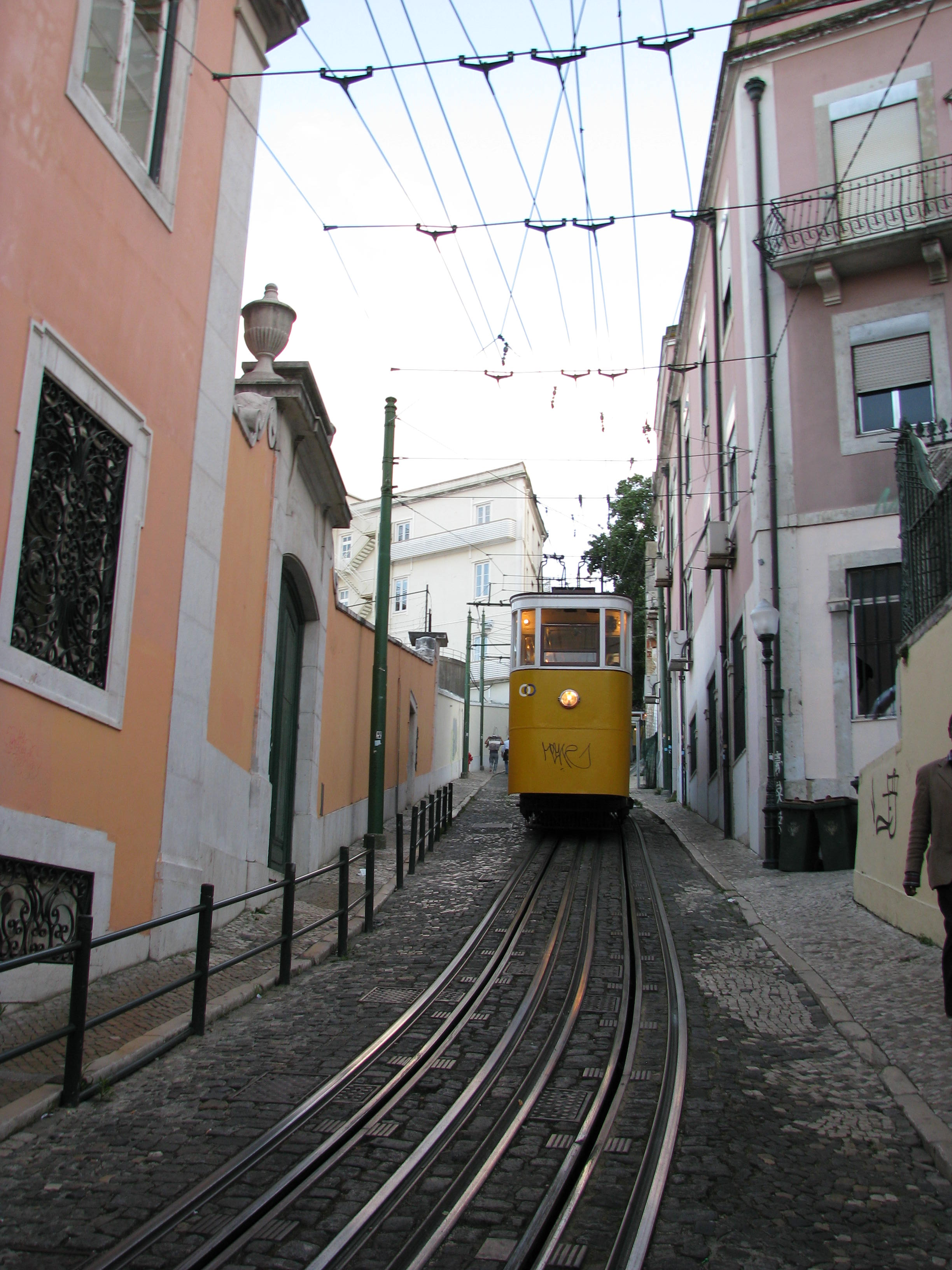
Bergbanan Elevador da Glória, även kallad Ascensor da Glória, som förbinder Praça dos Restauradores med Avenida da Liberdade

Även om Bairro Alto ligger centralt i Lissabon, anses det normalt som en egen stadskärna. Den kännetecknas av ortogonala kvarter, ibland rektangulära.
Under den pombalinska eran ökade antalet byggnader med standarddimensioner. Den stora förtätningen på 1600- och 1700-talet har sitt ursprung i förändringar i dessa kvarter. Många av byggnaderna byggdes ut, även på höjden. Det är den här formen som dominerar Bairro, som är mycket tät och dyster, och där bara de övre våningarna faktiskt får direkt solljus.

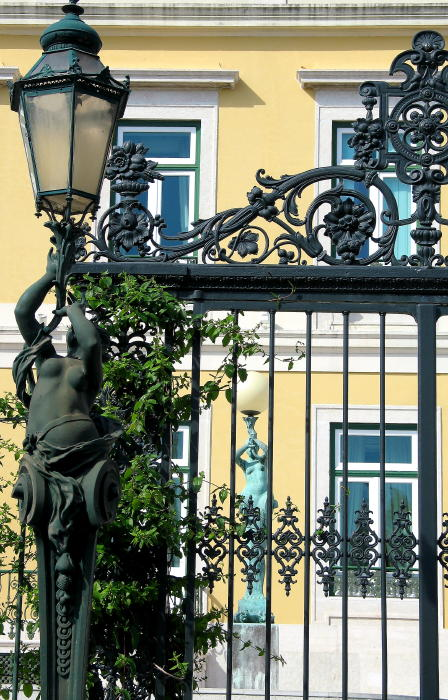
Detalj från en av ingångarna till Bairro Alto

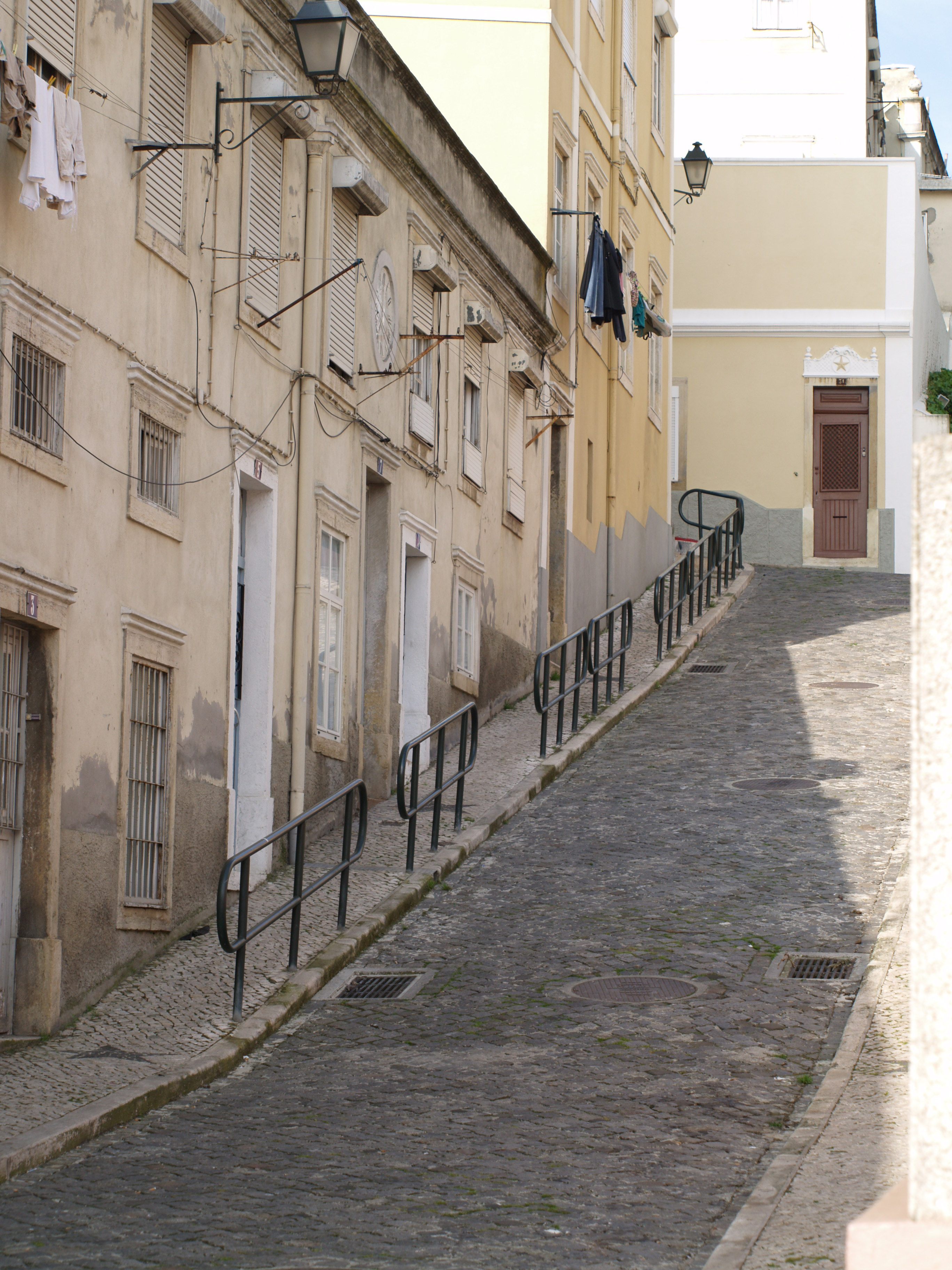
En sluttande gata i Bairro Alto, i närheten av platsen för den medeltida stadsmuren

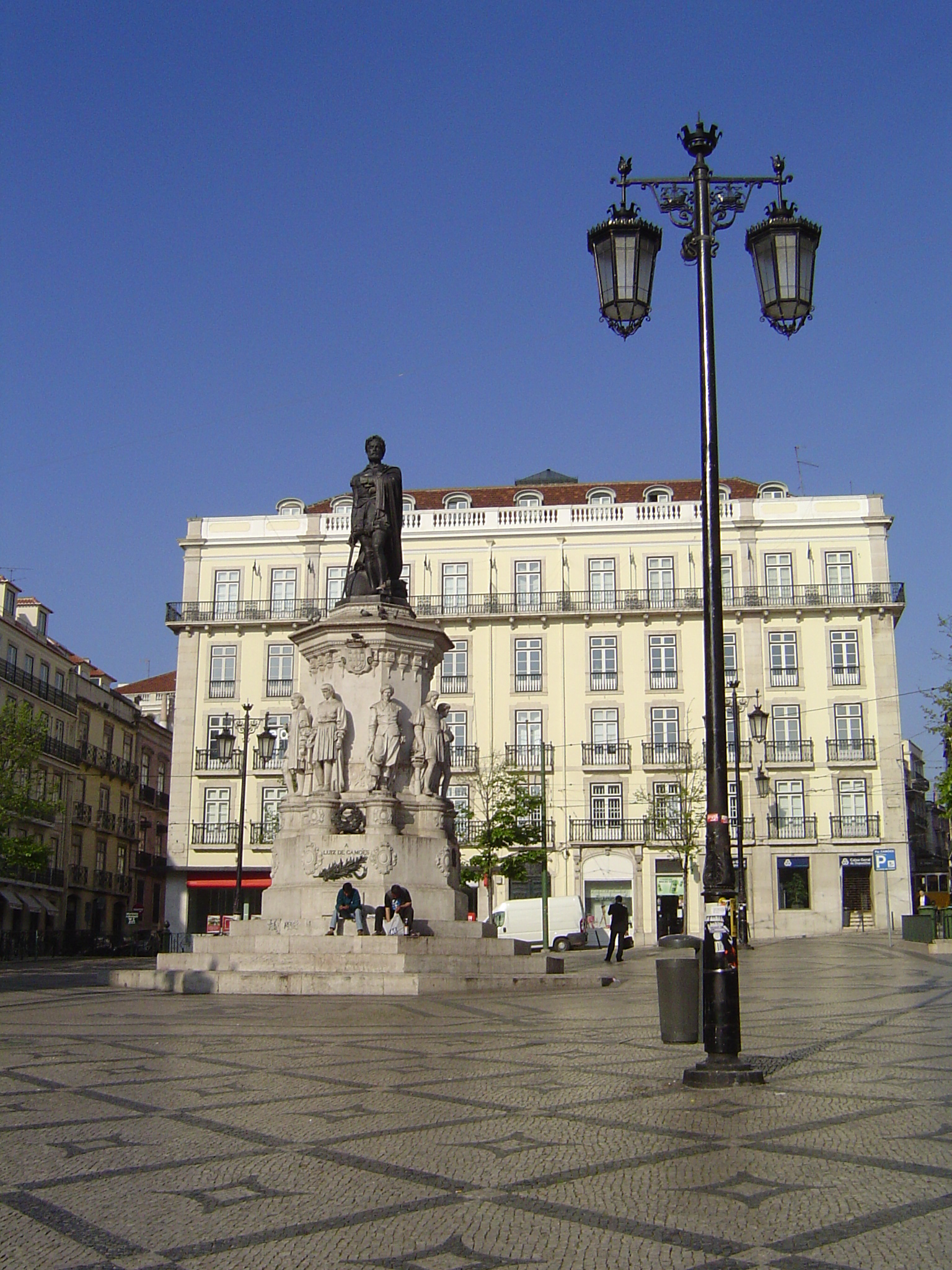
Praça Luís de Camões nära Santa Catarinas historiska portar

## Bairro Altos historia, första fasen
Bairro Alto byggdes som ett svar på den sociala och ekonomiska omvandlingen i Lissabon under andra hälften av 1400-talet.
Den kommersiella utvecklingen var orsak till befolkningstillväxten och det därav följande behovet av fler bostäder än de som fanns i den medeltida muromgärdade staden. Det var detta fenomen som resulterade i urbaniseringsprocessen i Bairro Alto-distriktet, i två distinkta faser.
Den första fasen inleddes 1487, efter Guedelha Palaçans död. Denne var en inflytelserik person i Portugal: hans änka överförde land som låg vid stadens västra gräns till kungens hovstallmästare, Filipe Gonçalves. Jordrättigheterna för dessa områden såldes 1498 till adelsmannen Luís de Atouguia.
Mellan 1499 och 1502 visade olika kungliga brev, undertecknade av kung Manuel I, att det fanns ett behov av att riva balkongerna och verandorna som upptog offentliga utrymmen i distriktet. Detta var en del av ett paket med lagstiftningsreformer som utfärdades för att förbättra stadens image. En liknande kunglig stadga år 1500 utfärdades med målet att omvandla de fria områden som fortfarande fanns utmed de gamla murarna. Dessa initiativ ledde till den första urbaniseringen, som kallades Vila Nova do Olival (cirka 1502). Den utformades runt det gamla treenighetsklostret, med en serie administrativa verktyg och förfaranden som senare skulle användas för att skapa Bairro Alto.
1505 ledde byggandet av det nya kungliga palatset till att domstolen flyttades till floden och staden utvidgades till Cais do Sodré.
Cirka 1513 togs det första steget att dela upp Bairro Alto, efter godkännande av Lopo Atouguia. Bartolomeu de Andrade och hans fru Francisca Cordovil fick tillstånd att indela tomter för byggande av hus. Den nya tätorten kom att kallas Vila Nova de Andrade. Efter upprättandet av ett nätverk av gator började de första husen byggas. De flesta av dem byggdes söder om Portas de Santa Catarina 1514. Resten av husen började också byggas på tomter längs Rua das Flores, Rua do Cabo och Rua do Castelo. De fick efter detta namnen Rua Primeira, Segunda och Terceira, förutom Rua da Barroca do Mar. År 1527 fanns det totalt 408 byggnader i området, och totalt 1 600 invånare.
Under 1530-talet började tätortsbebyggelsen sprida sig mot den gamla Estrada de Santos (nu Calçada do Combro). Norr därom stötte den på Rua da Rosa, Rua da Atalaia, Rua dos Calafates (nu Rua Diário de Notícias), Rua das Gáveas, Rua do Norte och Rua de São Roque.
Jordbävningen 1531 resulterade i ett behov av att öka antalet bostadshus och påskynda tillväxten av Bairro Alto.

## Bairro Altos historia, andra fasen
Den andra fasen av urbaniseringen i Bairro Alto började omkring 1553, med att Jesuitorden (portugisiska: Companhia de Jesus) etablerade sig i församlingen São Roque. Jesuitordens närvaro inledde en period av tillväxt. Vid denna tid började zonen norr om Estrada de Santos kallas Bairro Alto de São Roque. Under denna nya fas skedde tillväxten från São Roque till området vid Palácio dos Condes de Avintes i norr, som begränsades av Rua de São Boaventura, Rua do Loureiro, Rua da Cruz och Rua Formosa (nu Rua do Século).
1559 skapades församlingen Santa Catarina. Mindre än ett decennium senare byggdes Largo de São Roque, och byggandet av en ny kyrka och bostäder för Jesuitordens medlemmar inleddes. Utvidgningen av området mellan Portas de Catarina och Largo de São Roque skedde 1569 och skulle bli känd som Rua Larga de São Roque.
Även om Bairro Alto inte påverkades avsevärt av jordbävningen i Lissabon 1755, utvecklade markisen av Pombal planer för att omstrukturera området mellan Bairro Alto och Baixa. Förändringen innebar att torgens och gatornas utformning standardiserades. Mellan 1760 och 1780 påbörjades renoveringen/ombyggnaden av gatorna Rua de São Roque, Rua de Calhariz och Rua do Século. Gatorna breddades och nya byggnader uppfördes.
Runt 1800-talet avgränsades de nordliga delarna av Bairro Alto, inklusive zonen runt São Pedro de Alcântara upp till Príncipe Real. Området konsoliderades med uppförandet av ett antal byggnader, speciellt hyreshus. I det kvarter som fanns mellan Rua da Rosa och Travessa do Tijolo startades flera tidningar, av vilka endast O Bolastill finns kvar. År 1880 beslutade kommunfullmäktige att utvidga Rua dos Moinhos do Vento (nu Rua de São Pedro de Alcântara) och expropriera mark och byggnader som begränsade dess expansion.
1881 öppnades områden som hade tillhört greven av Soure i Alto do Longo-området i Bairro Alto för allmänheten. Denna zon bibehöll en semi-lantlig karaktär, med envåningshus och gårdar, fram till förnyelsen av Rua Dom Pedro V (den gamla Estrada da Cotovia), då byggandet av fyra- och femvåningshus gjorde att dessa tidiga bostäder försvann.